# REAL-T
REAL-T（リアルティー）は、日本のラッパーおよび犯罪者である。

## 来歴
1996年生まれ、大阪府生野区今里出身。
在日コリアンであり、「ほぼ母子家庭」で、「寒い」環境で生まれ育った。地元の友人である、ラッパーのBYUNSUNG KIMの勧めで音楽を始めた。2019年9月6日に初の楽曲「REAL業界」をリリースした。同曲は留置所の中で書いたものだったという。REAL-Tはこの曲に自信を持っており、リリース前から「いける気しかしやんかった」と語っている。2020年5月1日にビートメーカーのFEZBEATSとともにEP『REAL TAPE』をリリースした。

### 逮捕
2020年8月末に生命身体加害略取、逮捕監禁、傷害の疑いで、他2人とともに逮捕された。所属する「リアルグループ」のリーダーと口論になった20代男性を公園に呼び出し、催涙スプレーを噴射したのち、車に押し込んで逮捕監禁し、八尾市内の山中において、金属バット状のもので被害者の頭部や顔面等を殴打し、刃物で両手の指を切るなどのリンチを加えたとされる。
2021年4月23日に1stアルバム『業界』をリリースした。

## 人物
当人のMVでは食事をしているシーンが多く用いられるが、これは食事している際に取るコミュニケーションが好きであるからだという。もとから食べることは好きだったが、2020年の逮捕と保釈以降は「入った時、絶対後悔するから」という理由から「ますます食べまくっている」という。。

## 音楽性
二木信は、REAL-Tを、「舐達麻から起こったハスリングラップムーブメント再燃の流れ」のなかでも最も際どい表現をするラッパーとして挙げ、「聴く者に善悪の捉え返しの間を与えないほどの“リアルの強度”」と、「悪さの中にもユーモアがあって魅力的」な着眼点とワードセンスを評価している。

## ディスコグラフィ
| タイトル  | 発売日        | 備考  |
| --------- | ------------- | ----- |
| REAL TAPE | 2020年5月1日  | [ 5 ] |
| 業界      | 2021年4月23日 | [ 7 ] |